# Lista över countyn i Virginia

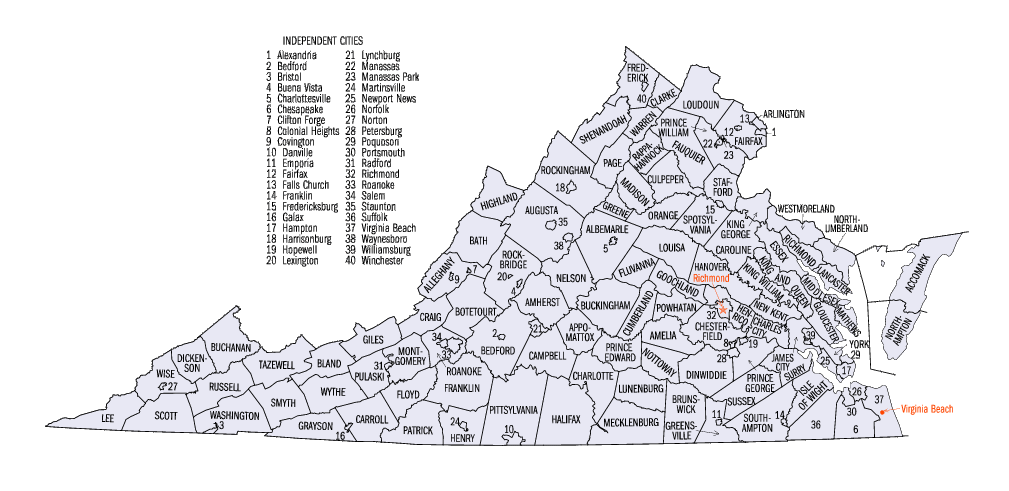
Virginias countyn.

Detta är en lista över de 134 countyn som finns i delstaten Virginia i USA.  38 städer ingår inte i något county, utan är självständiga administrativa områden.
| County                | Huvudort (county seat)     |
| --------------------- | -------------------------- |
| Accomack County       | Accomac                    |
| Albemarle County      | Charlottesville            |
| Alleghany County      | Covington                  |
| Amelia County         | Amelia                     |
| Amherst County        | Amherst                    |
| Appomattox County     | Appomattox                 |
| Arlington County      | Arlington                  |
| Augusta County        | Staunton                   |
| Bath County           | Warm Springs               |
| Bedford County        | Bedford                    |
| Bland County          | Bland                      |
| Botetourt County      | Fincastle                  |
| Brunswick County      | Lawrenceville              |
| Buchanan County       | Grundy                     |
| Buckingham County     | Buckingham                 |
| Campbell County       | Rustburg                   |
| Caroline County       | Bowling Green              |
| Carroll County        | Hillsville                 |
| Charles City County   | Charles City               |
| Charlotte County      | Charlotte Court House      |
| Chesterfield County   | Chesterfield               |
| Clarke County         | Berryville                 |
| Craig County          | New Castle                 |
| Culpeper County       | Culpeper                   |
| Cumberland County     | Cumberland                 |
| Dickenson County      | Clintwood                  |
| Dinwiddie County      | Dinwiddie                  |
| Essex County          | Tappahannock               |
| Fairfax County        | Fairfax                    |
| Fauquier County       | Warrenton                  |
| Floyd County          | Floyd                      |
| Fluvanna County       | Palmyra                    |
| Franklin County       | Rocky Mount                |
| Frederick County      | Winchester                 |
| Giles County          | Pearisburg                 |
| Gloucester County     | Gloucester Courthouse      |
| Goochland County      | Goochland                  |
| Grayson County        | Independence               |
| Greene County         | Stanardsville              |
| Greensville County    | Emporia                    |
| Halifax County        | Halifax                    |
| Hanover County        | Hanover                    |
| Henrico County        | Richmond                   |
| Henry County          | Martinsville               |
| Highland County       | Monterey                   |
| Isle of Wight County  | Isle of Wight              |
| James City County     | Williamsburg               |
| King and Queen County | King and Queen Court House |
| King George County    | King George                |
| King William County   | King William               |
| Lancaster County      | Lancaster                  |
| Lee County            | Jonesville                 |
| Loudoun County        | Leesburg                   |
| Louisa County         | Louisa                     |
| Lunenburg County      | Lunenburg                  |
| Madison County        | Madison                    |
| Mathews County        | Mathews                    |
| Mecklenburg County    | Boydton                    |
| Middlesex County      | Saluda                     |
| Montgomery County     | Christiansburg             |
| Nelson County         | Lovingston                 |
| New Kent County       | New Kent                   |
| Northampton County    | Eastville                  |
| Northumberland County | Heathsville                |
| Nottoway County       | Nottoway                   |
| Orange County         | Orange                     |
| Page County           | Luray                      |
| Patrick County        | Stuart                     |
| Pittsylvania County   | Chatham                    |
| Powhatan County       | Powhatan                   |
| Prince Edward County  | Farmville                  |
| Prince George County  | Prince George              |
| Prince William County | Manassas                   |
| Pulaski County        | Pulaski                    |
| Rappahannock County   | Washington                 |
| Richmond County       | Warsaw                     |
| Roanoke County        | Salem                      |
| Rockbridge County     | Lexington                  |
| Rockingham County     | Harrisonburg               |
| Russell County        | Lebanon                    |
| Scott County          | Gate City                  |
| Shenandoah County     | Woodstock                  |
| Smyth County          | Marion                     |
| Southampton County    | Courtland                  |
| Spotsylvania County   | Spotsylvania Courthouse    |
| Stafford County       | Stafford                   |
| Surry County          | Surry                      |
| Sussex County         | Sussex                     |
| Tazewell County       | Tazewell                   |
| Warren County         | Front Royal                |
| Washington County     | Abingdon                   |
| Westmoreland County   | Montross                   |
| Wise County           | Wise                       |
| Wythe County          | Wytheville                 |
| York County           | Yorktown                   |

## Oberoende städer i Virginia
- Alexandria
- Bristol
- Buena Vista
- Charlottesville
- Chesapeake
- Colonial Heights
- Covington
- Danville
- Emporia
- Fairfax
- Falls Church
- Franklin
- Fredericksburg
- Galax
- Hampton
- Harrisonburg
- Hopewell
- Lexington
- Lynchburg
- Manassas
- Manassas Park
- Martinsville
- Newport News
- Norfolk
- Norton
- Petersburg
- Poquoson
- Portsmouth
- Radford
- Richmond
- Roanoke
- Salem
- Staunton
- Suffolk
- Virginia Beach
- Waynesboro
- Williamsburg
- Winchester